# Teverga
Teverga (asturisch Teberga) ist eine Gemeinde (concejo) in der Autonomen Region Asturien in Spanien. Der Hauptort und Sitz der Gemeindeverwaltung ist La Plaza.

## Geologie
Die Region wurde im Karbon geformt. Der Untergrund besteht überwiegend aus Schiefer, Quarzit und Kohle.

## Lage
Die Gemeinde Teverga ist umgeben von
| Nordwest: Belmonte de Miranda | Norden: Yernes y Tameza und Grado | Nordost: Proaza      |
| Westen: Somiedo               |                                   | Osten: Quiros        |
| Südwesten Provinz León        | Süden: Provinz León               | Südost: Provinz León |

## Geschichte
Erste Siedlungsspuren stammen aus der Jungsteinzeit. Hügelgräber sind noch heute nahe den Ortschaften Cueiro, Santa Cristina, Sobia und El Cordal zu sehen. 50 Zeichnungen aus dem Zeitraum zwischen der Bronzezeit und der Eisenzeit sowie die Reste mehrerer Wallburgen belegen die damalige Besiedlung.
Aus der Zeit der römischen Besetzung sind noch Reste des Wegenetzes erhalten. Der Fund von Münzen mit dem Bild des Kaisers Augustus erlaubt hier eine zeitliche Zuordnung.
Erste schriftliche Belege über Teverga stammen aus dem 10. und 14. Jahrhundert und beziehen sich auf eine Schenkung an das Erzbistum Oviedo, dem mehrere Grundstücke und Gebäude in Teverga überlassen wurden. So stiftete die Gräfin von Aldanza das Kloster San Pedro de Teverga, das noch heute zu besichtigen ist.
Während des Spanischen Unabhängigkeitskrieges machte die Gemeinde durch ihren Kampfgeist und ihren Widerstand gegen die vorrückende französische Armee von sich reden.

## Politik

### Gemeinderat
| Historische Entwicklung des Gemeinderates von Teverga | Historische Entwicklung des Gemeinderates von Teverga | Historische Entwicklung des Gemeinderates von Teverga | Historische Entwicklung des Gemeinderates von Teverga | Historische Entwicklung des Gemeinderates von Teverga | Historische Entwicklung des Gemeinderates von Teverga | Historische Entwicklung des Gemeinderates von Teverga | Historische Entwicklung des Gemeinderates von Teverga | Historische Entwicklung des Gemeinderates von Teverga | Historische Entwicklung des Gemeinderates von Teverga | Historische Entwicklung des Gemeinderates von Teverga |
| ----------------------------------------------------- | ----------------------------------------------------- | ----------------------------------------------------- | ----------------------------------------------------- | ----------------------------------------------------- | ----------------------------------------------------- | ----------------------------------------------------- | ----------------------------------------------------- | ----------------------------------------------------- | ----------------------------------------------------- | ----------------------------------------------------- |
| Partei                                                | 1979                                                  | 1983                                                  | 1987                                                  | 1991                                                  | 1995                                                  | 1999                                                  | 2003                                                  | 2007                                                  | 2011                                                  | 2015                                                  |
| PSOE                                                  | 2                                                     | 6                                                     | 6                                                     | 4                                                     | 5                                                     | 4                                                     | 4                                                     | 4                                                     | 4                                                     | 4                                                     |
| IN-TE                                                 |                                                       |                                                       |                                                       |                                                       |                                                       |                                                       |                                                       |                                                       | 2                                                     |                                                       |
| PCE / IU-BA                                           | 5                                                     | 3                                                     | 3                                                     | 4                                                     | 3                                                     | 2                                                     | 3                                                     | 1                                                     | 2                                                     | 3                                                     |
| FAC                                                   |                                                       |                                                       |                                                       |                                                       |                                                       |                                                       |                                                       |                                                       | 1                                                     |                                                       |
| CD / AP / PP                                          |                                                       | 2                                                     | 2                                                     | 3                                                     | 3                                                     | 5                                                     | 4                                                     | 1                                                     |                                                       | 2                                                     |
| UCD / CDS                                             | 4                                                     |                                                       |                                                       |                                                       |                                                       |                                                       |                                                       |                                                       |                                                       |                                                       |
| IT                                                    |                                                       |                                                       |                                                       |                                                       |                                                       |                                                       |                                                       | 3                                                     |                                                       |                                                       |
| Total                                                 | 11                                                    | 11                                                    | 11                                                    | 11                                                    | 11                                                    | 11                                                    | 11                                                    | 9                                                     | 9                                                     | 9                                                     |

### Wappen
- Oben das Siegeskreuz mit zwei Engeln (cruz de los Angeles = Engelskreuz) bezieht sich auf das Wappen des Erzbischofs von Oviedo
- Unten links, Variante des Wappens der Familie Focella mit dem umlaufenden Text: „O CUAN BIEN LO HIZO BELLIDO CON LA ESPADA EN LA MANO“ (Oh wie gut es Bellido gemacht hat mit dem Schwert in der Hand)
- Unten rechts, Wappen der Familie Miranda

Die Familien Focella und Miranda waren ebenso wie das Erzbistum Oviedo lange Zeit Lehnsherren der Gemeinde und fanden so Eingang in das Wappen.

## Wirtschaft
| Wirtschaftszweig                  | Beschäftigte | Anteil in Prozent |
| --------------------------------- | ------------ | ----------------- |
| Ackerbau, Viehzucht und Fischerei | 105          | 27,27             |
| Industrie                         | 014          | 03,64             |
| Bauwirtschaft                     | 042          | 10,91             |
| Dienstleistungsbetriebe           | 224          | 58,18             |
| TOTAL                             | 385          | 100,0             |

Daten aus dem Statistischen Amt für Wirtschaftliche Entwicklung in Asturien, Stand 2009 SADEI

## Bevölkerungsentwicklung
Quelle: INE-Archiv – grafische Aufarbeitung für Wikipedia

## Parroquias
| Name       | Asturisch   | Einwohner | Koordinaten               |            | Name       | Asturisch | Einwohner                   | Koordinaten |
| ---------- | ----------- | --------- | ------------------------- | ---------- | ---------- | --------- | --------------------------- | ----------- |
| Alesga     |             | 94        | 43° 8′ 4″ N, 6° 4′ 26″ W  | Santianes  |            | 299       | 43° 10′ 56″ N, 6° 6′ 34″ W  |             |
| Barrio     | Barriu      | 28        | 43° 7′ 2″ N, 6° 5′ 58″ W  | Taja       | Taxa       | 70        | 43° 10′ 13″ N, 6° 10′ 17″ W |             |
| Carrea     |             | 53        | 43° 8′ 44″ N, 6° 4′ 14″ W | Torce      |            | 15        | 43° 6′ 42″ N, 6° 5′ 21″ W   |             |
| La Focella | La Foceicha | 13        | 43° 5′ 59″ N, 6° 3′ 32″ W | Urria      |            | 32        | 43° 10′ 15″ N, 6° 9′ 11″ W  |             |
| La Plaza   |             | 817       | 43° 9′ 30″ N, 6° 6′ 9″ W  | Villamayor | Viḷḷamayor | 74        | 43° 11′ 45″ N, 6° 8′ 21″ W  |             |
| Páramo     | Parmu       | 115       | 43° 6′ 3″ N, 6° 2′ 32″ W  | Villanueva | Viḷḷanueva | 212       | 43° 8′ 56″ N, 6° 8′ 27″ W   |             |
| Riello     |             | 107       | 43° 8′ 46″ N, 6° 5′ 10″ W |            |            |           |                             |             |

## Sehenswürdigkeiten

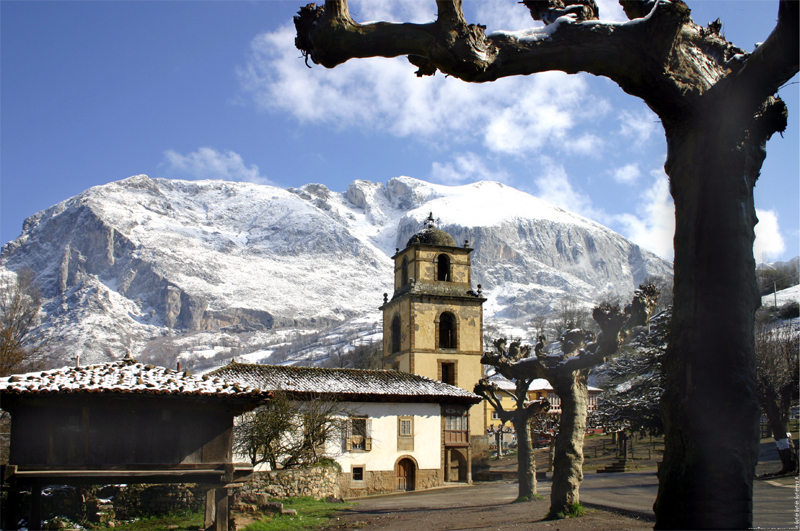
San Pedro de Teverga

- Ehemaliges Kollegiatstift San Pedro de Teverga (43° 9′ 28″ N, 6° 6′ 16″ W)
- Archäologischer Park nahe Teverga (Parque de la prehistoria de Teverga 43° 8′ 7″ N, 6° 4′ 27″ W)

## Söhne und Töchter der Gemeinde
- Adrián López, geboren in San Martín de Teverga, ist ein spanischer Fußballspieler.
- Xosé Lluis García Arias, Philologe und Schriftsteller